# Marquesat de Cáceres
El marquesat de Cáceres és un títol nobiliari espanyol, originari del Regne de Nàpols concedit per Carles VII a Juan Ambrosio García de Cáceres-Garre y Montemayor el 3 de maig de 1736.
Convertit en títol d'Espanya per Carles IV per Reial decret de 29 de desembre de 1789, Reial despatx de 10 d'abril de 1790 a Juan García de Càceres y Alíaga, fill d'Ambrosio García de Càceres y Conesa i net del primer titular.
Consignat per la referència amb la ciutat origen del cognom i titularitat d'aquest. El 26 de juny de 1875, per gràcia d'Alfons XII, li va ser incorporada la grandesa d'Espanya.

## Antecedents
Carles III va concedir el títol de "marchese di Cáceres" a Juan Ambrosio García de Càceres-Garre y Montemayor quan era rei de les Dues Sicílies pels serveis prestats per ell i pels seus avantpassats a la Marina reial, i especialment en la recuperació del Regne de les Dues Sicílies per a la Corona espanyola.

## Història dels Marquesos de Cáceres
- Juan García de Càceres y Aliaga, "III marchese di Cáceres" en el Regne de les Dues Sicílies (títol creat a Nàpols en el 1736) i I marquès de Càceres (creat títol de Castella el 10 d'abril de 1790 a partir del títol estranger de la mateixa denominació). Capità de les galeres de l'Esquadra reial. Va morir a València sense descendència.
- Vicente Antonio Noguera y Ramón II marquès de Cáceres Concedit el títol de marquès de Cáceres l'any 1813. Seder del comerç de València i propietari de terres en l'Horta de València. Regidor de la ciutat en 1777 i vocal de la Junta de Comerç.
- Vicent Noguera i Climent (1759-1836), III marquès de Cáceres, baró d'Antella consort. Va ser diputat a les Corts de Cadis i magistrat de l'Audiència de València, de la qual va ser regent, també de la de Catalunya. Fiscal togat del Consell del Almirallat, i president i acadèmic de la Reial Acadèmia de la Història.
- Vicente Secundino Noguera y Sotolongo Climent y Álvarez de Orbea (l'Havana, Cuba, 1811, IV marquès de Càceres, gran d'Espanya. Gentilhome de cambra d'Alfons XII, Alfons XIII i de l'infant duc de Lucca. Gran creu de l'Orde de Carles III. Gran creu de l'Orde d'Isabel la Catòlica. Jurista i polític. Va ser Rector de la Universitat de València en 1867. Amb Donoso Cortés va tractar d'unir les dues branques de la dinastia real, casant Isabel II amb l'hereu dels drets carlistes. Va ser diputat i senador. Va donar suport a la causa monàrquica durant la Primera República Espanyola. Regidor a l'ajuntament de València en 1845, tinent d'alcalde i diputat provincial, d'idees reialistes matisades desenvolupa una àmplia activitat política des del Partit Moderat, del que en fou president provincial a partir de 1851. Va crear en 1871 el Cercle Conservador Alfonsí de València i va fundar la Societat de Ferrocarrils de València al Grau, de la qual fou president en 1863. Va ser president de la Diputació de València en 1875 i va participar en la creació de la Caixa Mercantil Valenciana. Al maig de 1889 participa en la constitució a València de la Lliga contra l'esclavitud, de la ques nomenat president, tres anys després de la total abolició en els dominis espanyols. President de la Reial Acadèmia de Belles Arts de Sant Carles i director de la Societat Econòmica d'Amics del País.
- Vicente Mariano Noguera y Aquavera Sotolongo y Arahuete, V marquès de Càceres i gran d'Espanya. Gentilhome de cambra del rei. Cavaller de Carles III i d'Isabel La Catòlica. Jurista i polític. Va desenvolupar la seva carrera política en el partit conservador com a president provincial del partit. Va ser diputat provincial pel districte de Torrent en 1884 i 1888, i diputat en Corts pel districte de Llíria en el 1896, 1903, 1907 i 1914, pel districte d'Énguera en 1916. Casat amb Mª de la Nieves Yanguas Velandia i Hernandéz V marquesa de Casa Ramos i II marquesa de l'Eliana. Va ser el promotor d'ampliar i millorar l'hereteu de L'Eliana convertint-la en poble, a la província de València. Acadèmic de la Reial Acadèmia de Belles Arts de Sant Carles.
- Juan Bautista Noguera Yanguas Aquavera y Hernández, VI marquès de Càceres i VI marquès de Casa-Ramos de la Real Fidelidad. Nascut a València l'any 1884, gentilhombre de Cambra de S. M. Es va casar a Madrid en el 1912 amb María del Dulce Nombre Espinosa de los Monteros y González-Conde Abellán y García.
- Vicente Noguera y Espinosa de los Monteros, VII marquès de Càceres i gran d'Espanya. Nascut a València el 6 d'abril de 1917. El seu títol va donar el nom als coneguts cellers de La Rioja Marqués de Cáceres, col·laborant en la seva creació al costat de Henri Forner i un grup de valencians.
- Juan María Noguera y Merle, VIII marquès de Càceres, III marquès de L'Eliana i VIII marquès de Casa-Ramos de la Real Fidelidad, gran d'Espanya. Empresari vitivinicultor (Cellers Marquès de Càceres de la família Forner).